# Unie (americká občanská válka)
Názvem Unie (anglicky The Union) se za americké občanské války označovaly státy Severu, válčící proti státům Jihu, sdruženým v Konfederaci.
K Unii patřily státy:
- Connecticut
- Illinois
- Indiana
- Iowa
- Kalifornie
- Kansas
- Maine
- Massachusetts
- Michigan
- Minnesota
- Nevada
- New Hampshire
- New Jersey
- New York
- Ohio
- Oregon
- Pensylvánie
- Rhode Island
- Vermont
- Wisconsin

Unii dále podporovalo pět hraničních států, na jejichž území bylo povoleno otrokářství:

Rozdělení USA za občanské války: tmavě modře státy Unie, světle modře hraniční státy, červeně státy Konfederace

- Delaware
- Kentucky
- Maryland
- Missouri
- Západní Virginie